# Mutinerie de Valencia
La mutinerie de Valencia est une tentative d’évasion de détenus du commissariat central du Carabobo, à Valencia au Venezuela, survenue le 28 mars 2018. Les prisonniers déclenchent un incendie meurtrier qui fait au moins 68 morts.